# Ecomuseo
Un ecomuseo è un'istituzione culturale diffusa su un territorio caratterizzato da ambienti di vita tradizionali, patrimonio naturalistico e storico-artistico particolarmente rilevanti e degni di tutela, restauro e valorizzazione.
Nella società post-industriale si rivolge lo sguardo alla cultura e alla sua funzione nel territorio che viene messa sullo stesso piano della ricerca scientifica ed ha acquisito interessanti risvolti economici. Il patrimonio storico, culturale ed ambientale sono diventati oggetto d'interesse pubblico in cui la società può conoscere il territorio che la circonda.
Un ecomuseo, diversamente da un normale museo, non è circondato da mura o limitato in altro modo, ma si propone come un'opportunità di scoprire e promuovere una zona di particolare interesse per mezzo di percorsi predisposti, di attività didattiche e di ricerca che si avvalgono del coinvolgimento in prima persona della popolazione, delle associazioni e delle istituzioni culturali. Inoltre si può dichiarare che il museo diffuso appartiene alla comunità, che è essa l'ecomuseo.

## Come è strutturato
L'ecomuseo interviene nel territorio di una comunità, nella sua trasformazione ed identità storica, proponendo "come oggetti del museo" non solo gli oggetti della vita quotidiana ma anche i paesaggi, l'architettura, il saper fare, le testimonianze orali della tradizione, ecc. La portata innovativa del concetto ne ha inevitabilmente determinato la conoscenza ben oltre l'ambito propriamente museale.
L'ecomuseo si occupa anche della promozione di attività didattiche e di ricerca grazie al coinvolgimento diretto della popolazione e delle istituzioni locali. Può essere un territorio dai confini incerti ed appartiene alla comunità che ci vive. Un ecomuseo non sottrae beni culturali ai luoghi dove sono stati creati, ma si propone come uno strumento di riappropriazione del proprio patrimonio culturale da parte della collettività.
Nel 2000 con la legge provinciale sugli ecomusei sono stati definiti gli obiettivi di tale progetto per rispondere all'aumento della domanda di “musealità diffusa” e per valorizzare i punti di forza del territorio trentino attraverso la ripresa di alcuni edifici storici, la protezione di ambienti naturali, il recupero di attività lavorative del passato, l'incremento di attività economiche agricole ed artigianali,lo sviluppo della memoria collettiva di una comunità che cerca di portare ai giorni nostri gli antichi valori della cultura materiale del passato. Dal 2005 è nata una definizione condivisa da molti studiosi sul concetto di ecomuseo: un patto con il quale la comunità si prende cura di un territorio.

## Obiettivi dell'ecomuseo
L'obiettivo primario del museo diffuso, come teorizzato da Fred Drugman, è far riscoprire al territorio la propria identità attraverso un distretto culturale, ovvero una rete di musei, esposizione e luoghi di interesse storico-artistico sparsi per il territorio d'interesse. Questo sistema contribuisce quindi ad introdurre un sistema innovativo ma anche a creare ambienti di apprendimento più interattivi. Dall'altro lato tuttavia è stimolante per i residenti del luogo i quali sono spinti a tutelare i propri beni culturali e a farli conoscere. Questa rete museale permette inoltre una maggior flessibilità per quanto riguarda orari, visite e comunicazione.
Il compito dell'istituzione museale è da un lato la conservazione e la tutela del patrimonio culturale ma dall'altro anche la valorizzazione del patrimonio collettivo. Si rende dunque necessario esporre al pubblico la cultura ma al contempo valorizzarla ricercando nuove testimonianze, facendosi conoscere attraverso i mezzi di comunicazione e spingendo le persone a tornarci.
Sono nati per questo motivo i musei diffusi e gli ecomusei che rendono partecipe la popolazione alla conservazione del proprio patrimonio culturale. È importante il fenomeno degli itinerari tematici che coinvolgono più musei sul territorio che riguardano lo stesso tema e che sono molto presenti in Valsugana: Ecomuseo del viaggio della Bassa Valsugana e del Tesino o l'Ecomuseo del Lagorai. L'obiettivo finale è quello di creare una rete di musei e luoghi di cultura interconnessi con affinità ma anche diversità per rendere il proprio territorio competitivo sia culturalmente che economicamente.
La differenza tra il museo diffuso e l'ecomuseo è che il primo è strutturato gerarchicamente come un normale museo, dunque è ideato e gestito a partire dal "sapere esperto", con la differenza che i beni che conserva, tutela e valorizza sono di natura puntuale, come luoghi di interesse storico-artistico specificatamente individuabili su un dato territorio, mentre l'ecomuseo, pur avendo analoga dimensione territoriale e valorizzando tanto i luoghi puntuali sparsi sul territorio che gli aspetti diffusi in un contesto (es. "i paesaggi della bonifica"), si caratterizza ulteriormente per la sua natura fortemente partecipativa, che prevede necessariamente la partecipazione attiva della popolazione fin dalla sua ideazione, per proseguire con la sua gestione.
Questo aspetto partecipativo rende ragione della gestione di "patrimoni viventi", ossia in continua trasformazione, come sono il paesaggio e l'identità culturale, che pertanto non possono prescindere dal coinvolgimento attivo della comunità che quel territorio abita e dell'identità culturale che in esso esprime.

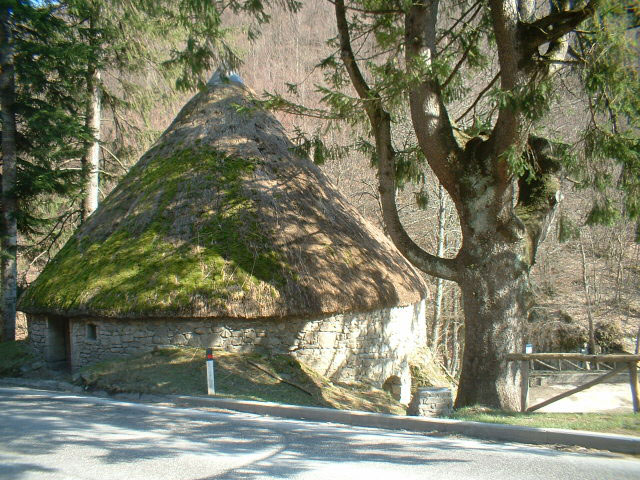
Ecomuseo della Montagna pistoiese. Ghiacciaia della Madonnina per la produzione e stoccaggio del ghiaccio, restaurata negli anni '90 (Le Piastre)

## Origine dell'ecomuseo
Il termine ecomuseo fu pensato da Hugues de Varine durante una riunione con Henri Rivière, all'epoca rispettivamente direttore ed ex-direttore e consigliere permanente dell'International Council of Museums, e Serge Antoine, consigliere del Ministro dell'Ambiente. Fu usato per la prima volta nel 1971 in un intervento dell'allora Ministro dell'Ambiente francese, M. Robert Poujade, che l'utilizzò per qualificare il lavoro di un ministero in piena creazione.
Gli ecomusei inizialmente, realizzati ben prima che assumessero questa definizione, furono pensati come strumenti per tutelare le tracce delle società rurali in un momento in cui l'urbanizzazione, le nuove acquisizioni tecnologiche e i conseguenti cambiamenti sociali, rappresentavano un rischio reale di completo oblio di un patrimonio culturale millenario.

## Gli ecomusei in Italia

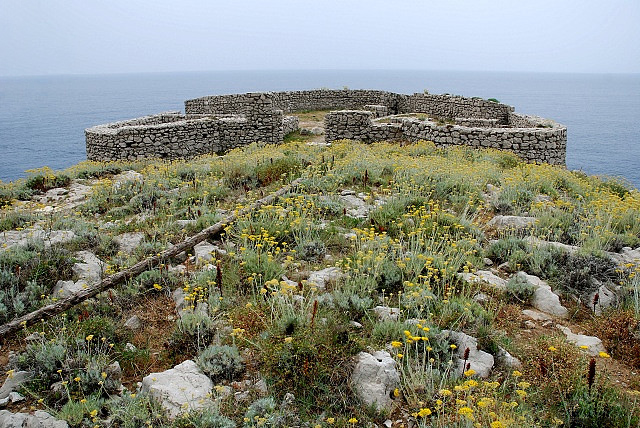
L'ecomuseo dei fortini borbonici ad Anacapri, aperto nel 2003, è il secondo ecomuseo italiano, e il primo ecomuseo ad aria aperta del mondo

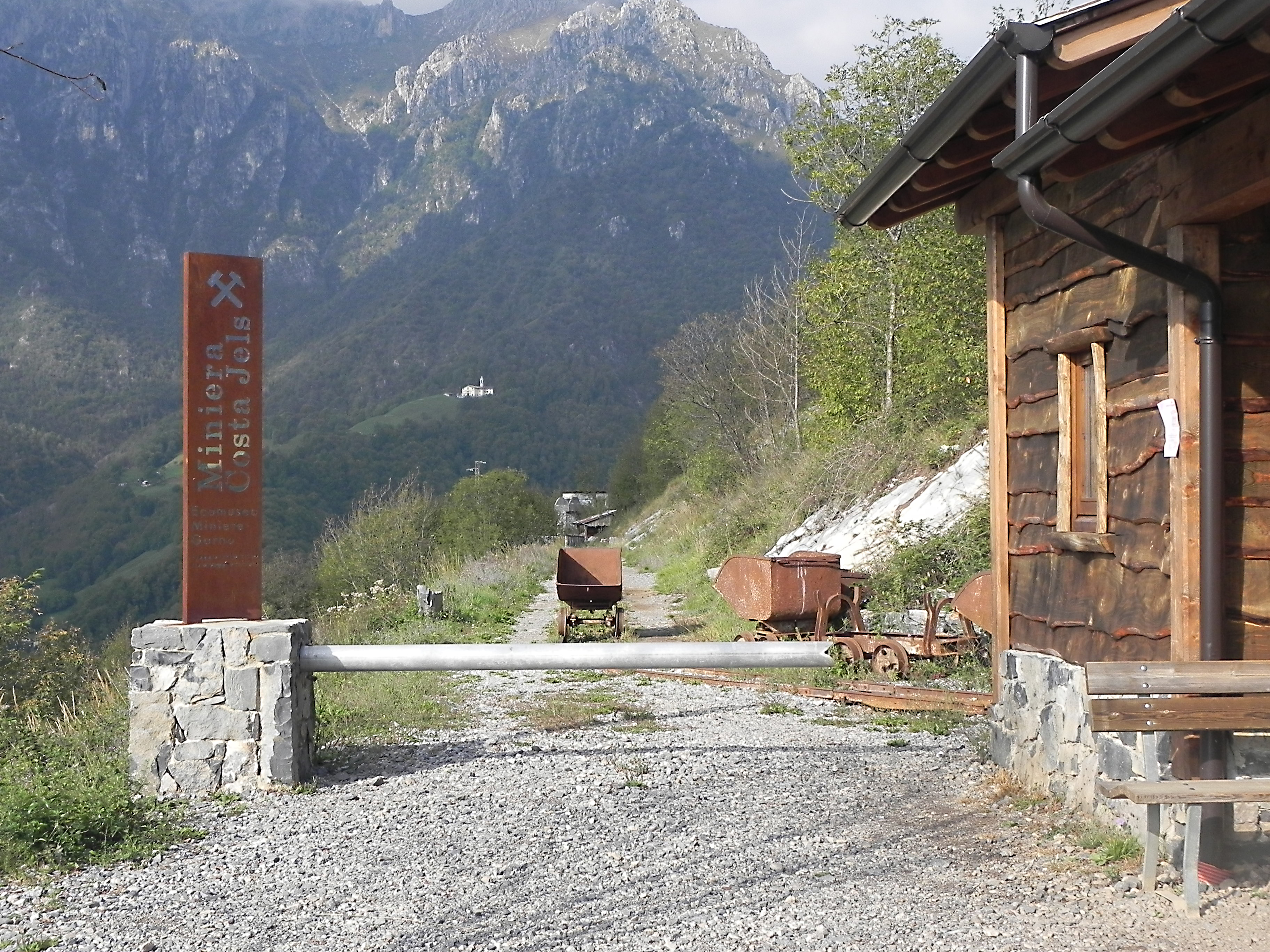
L'ingresso dell'ex sito minerario di Costa Jesl, inserito nell'Ecomuseo delle Miniere di Gorno (BG)

Le esperienze ecomuseali in Italia sono numerose e spesso molto diversificate, anche per le divergenze interpretative da parte dei soggetti promotori. Vale la pena ricordare che, accanto ad iniziative isolate, esistono reti di ecomusei, in fase di espansione, realizzati sulla base di leggi regionali specifiche.
Il Piemonte è stata la prima regione a dotarsi di uno strumento normativo in materia (L.R. 31/95), seguita dalla Provincia autonoma di Trento (L.P. 13/2000), la Sardegna (L.R. 14/2006), il Friuli-Venezia Giulia (L.R.10/2006), la Lombardia (L.R. 13/2007), l'Umbria (L.R. 34/2007), il Molise (L.R. 11/2008), la Puglia (L.R. 15/2011), la Sicilia (L.R. 16/2014) e il Lazio (L.R n.3/2017). Altre proposte di legge sono in discussione. Una seconda generazione di leggi sulla materia è stata approvata nelle Regioni Lombardia (2016) e Piemonte (2018).
In Campania a Sessa Aurunca, provincia di Caserta, un esempio di ecomuseo si trova all'interno del castello medioevale che domina la piazza della città. Altro interessante ecomuseo è il Parco urbano interprovinciale della "DEA DIANA", riconosciuto dalla Regione Campania nel 2016, ha un'estensione di 4.000 ettari e interessa il territorio est della catena tifatina. Esso include 9 Comuni delle Province di Benevento e Caserta. La sua sede amministrativa è presso il Comune di Santa Maria a Vico.

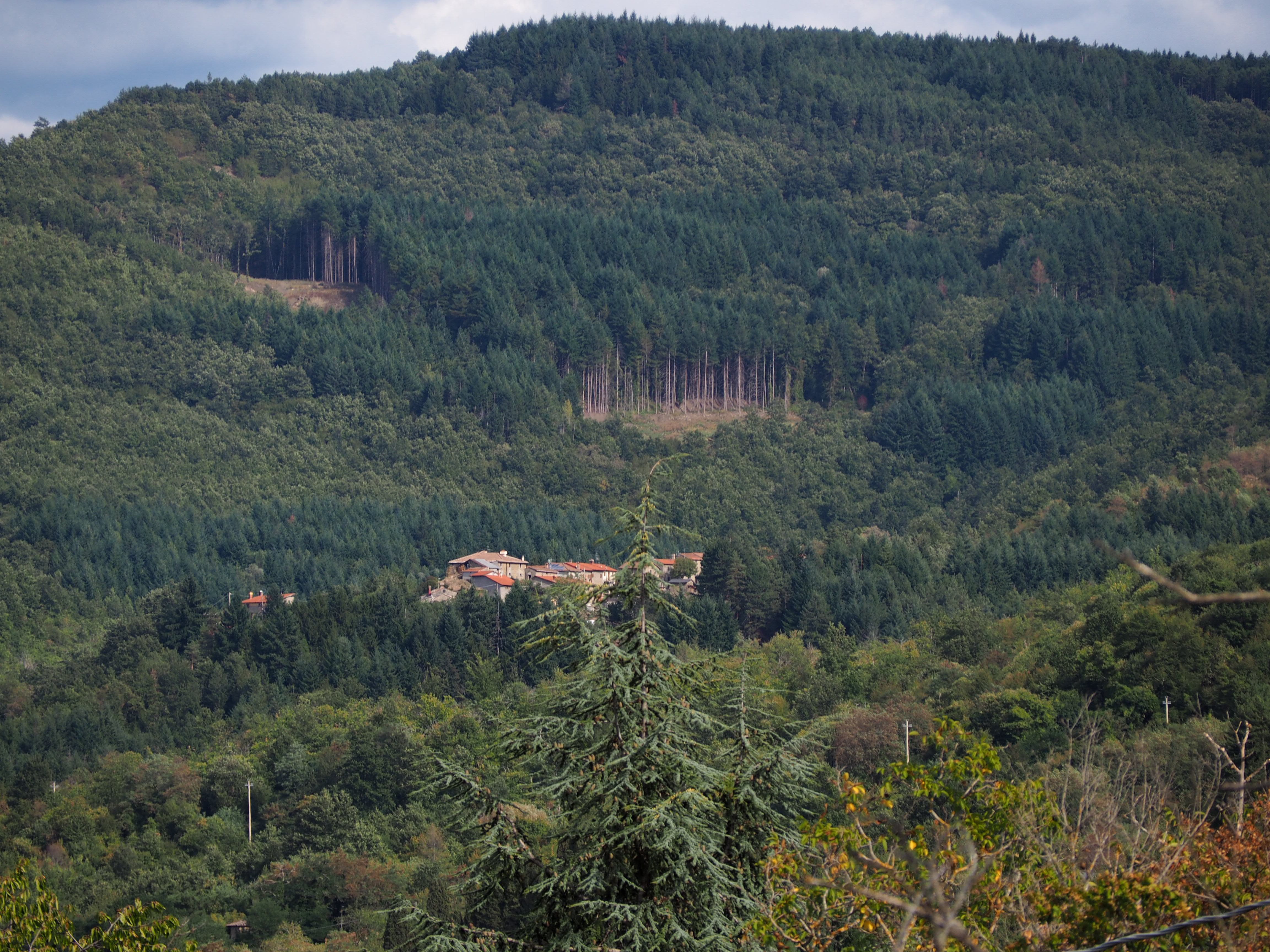
Borgo medievale di Castelnuovo (Rufina, Fi), antenna dell'Ecomuseo Montagna Fiorentina

In Valsugana orientale esiste un agglomerato di siti storici e di musei che uniti in un medesimo museo diffuso ricevono un coordinamento e una interconnessione tra loro. Questo insieme supera pertanto la struttura chiusa unica che è il museo tradizionale e si sviluppa sul e con il territorio. Il museo diffuso si compone di due componenti: uno spazio fisico in cui esporre la propria collezione d un sistema di percorsi che si diramano sul territorio. I musei della Valsugana raccolgono prevalentemente oggetti di interesse etnografico storico. Gli ecomusei presenti in Valsugana sono: L'Ecomuseo della Valsugana dalle sorgenti di Rava al Brenta e l'Ecomuseo del Tesino terra di viaggiatori.
Secondo una recente ricerca gli ecomusei italiani sarebbero 208.

### La rete nazionale
Gli ecomusei italiani hanno fondato una rete nazionale per promuovere il proprio lavoro. Nel 2014 è stata avviata una fase costituente per definire strumenti, metodi e obiettivi specifici della rete.

### Il Manifesto strategico degli ecomusei italiani
Gli ecomusei italiani hanno lavorato su un testo comune, chiamato Manifesto o Documento strategico o Agenda 2016/2017, che riassume l'esperienza acquisita all'interno del movimento ecomuseale italiano.
Il manifesto è un documento evolutivo volto a:
- riflettere la costruzione teorica e pratica del movimento ecomuseale in Italia,
- spiegare la relazione tra ecomusei e paesaggio culturale
- programmare le attività da svolgere attraverso il lavoro di rete a livello nazionale
- censire gli strumenti di lavoro e i metodi utilizzati[15].

Attraverso il Manifesto gli ecomusei italiani definiscono se stessi come "processi partecipati di riconoscimento, cura e gestione del patrimonio culturale locale al fine di favorire uno sviluppo sociale, ambientale ed economico sostenibile. Gli ecomusei sono identità progettuali che si propongono di mettere in relazione usi, tecniche, colture, produzioni, risorse di un ambito territoriale omogeneo con i beni culturali che vi sono contenuti. Gli ecomusei sono percorsi di crescita culturale delle comunità locali, creativi e inclusivi, fondati sulla partecipazione attiva degli abitanti e la collaborazione di enti e associazioni".
La rete italiana degli ecomusei ha condiviso idee e progetti per realizzare gli obiettivi generali del Manifesto e nel 2019 ha approvato un emendamento secondo il quale "Gli ecomusei italiani si impegnano a promuovere ulteriormente gli obiettivi di salvaguardia, cura, valorizzazione e accesso al paesaggio e al patrimonio naturale e culturale, materiale e immateriale, e il loro ruolo per lo sviluppo ambientale, sociale ed economico delle comunità, il raggiungimento degli obiettivi dell'Agenda 2030 dell'ONU per lo Sviluppo Sostenibile e la giustizia climatica".

### Legge nazionale
La rete degli Ecomusei italiani ha promosso un progetto di legge nazionale sugli ecomusei. La legge mira a riconoscere il valore degli ecomusei come strumenti di interesse generale e utilità sociale: stabilisce i principi che governano l'azione pubblica in materia di ecomusei, regola il coordinamento istituzionale tra Stato, Regioni e Province autonome, e incoraggia la partecipazione e intervento sussidiario di enti privati.

## Gli ecomusei nel mondo

### La carta di cooperazione di Milano
Nel 2016, nell'ambito della 24ª Conferenza Generale ICOM "Musei e paesaggio culturale" di Milano, si è svolto il primo Forum di ecomusei e musei comunitari. Gli obiettivi del forum erano di condividere esperienze, domande e difficoltà che affrontano gli ecomusei; condividere progetti; favorire prospettive di scambio e/o collaborazione con i visitatori. Durante il forum è stato proposto di creare una piattaforma internazionale per lo scambio e la condivisione di esperienze ed è stato deciso di creare un gruppo di lavoro internazionale permanente per formulare proposte sul tema territorio-patrimonio-paesaggio.
Nei primi mesi del 2017 sulla base di idee, questioni e dibattiti sollevati dai partecipanti durante il Forum è stata elaborata una visione comune ed è stata adottata la "Carta di cooperazione di Milano".

### La piattaforma DROPS
Nei primi mesi del 2017 è stata pubblicata la piattaforma mondiale per lo scambio e la condivisione di esperienze tra ecomusei e musei della comunità. La piattaforma, denominata DROPS, mira a collegare tutti gli Ecomusei e i Musei comunitari e le loro reti esistenti o ancora da realizzare e tutte le altre ONG attive sul tema del patrimonio e del paesaggio, in uno spazio virtuale e interattivo e alla produzione di un sito multilingua di risorse sull'ecomuseologia e le sue migliori pratiche.